# Fever 333
Fever 333 (parfois stylisé FEVER 333) est un groupe américain de trap metal, fondé en 2017 à Inglewood, en Californie. Le groupe est actuellement composé du chanteur Jason Aalon Butler.
Le groupe s'est fait connaître avec son premier EP, Made an America, en 2018. Il a depuis sorti deux albums : Strength in Numb333rs et Wrong Generation.

## Histoire du groupe

### Carrière
Fever 333 s'est formé en 2017 en Californie autour de Jason Aalon Butler, membre du groupe Letlive, de Stephen Harrison, du groupe The Chariot, et d'Aric Improta de Night Verses. Le premier single du groupe, We're Coming In, sort en août 2017, accompagné d'un clip, suivi quelques semaines plus tard du titre Hunting Season.
Le premier EP du groupe, Made an America, sort sur Roadrunner Records en mars 2018 et contient sept titres. En novembre 2018, le groupe sort Burn it, le premier single issu de leur futur premier album, accompagné d'un clip vidéo. Au même moment, le Groupe assure la première partie de Bring Me the Horizon au Royaume-Uni et en Europe. En décembre 2018, le groupe est nommé aux Grammy Awards pour « meilleure performance rock » pour Made an America, mais ne remporte pas la récompense.
Le 18 janvier 2019, Fever 333 sort son premier album, Strength in Numb333rs.
Le 3 juin 2020, à la suite de la mort de George Floyd, le groupe publie sur YouTube la performance live Long Live the Innocent, accompagné d'un appel aux dons au profit de fondations américaines engagées dans la lutte contre le racisme.
Le second album du groupe, Wrong Generation, sort le 23 octobre 2020.
En octobre 2022, le batteur et le guitariste quittent le groupe en raison de divergences artistiques et créent ensemble un nouveau groupe "House Of Protection", un nom qui vient du fait qu'ils souhaitaient “construire quelque chose qui protège leur créativité et leurs idées, sans oublier les fans qui les soutiennent lors des concerts".
Jason Aalon Butler est maintenant le seul membre du projet Fever 333. Ce dernier recrute trois nouveaux membres, présents avec lui en tournée à partir de mai 2023.

### Style musical
Fever 333 mélange des éléments musicaux issus du punk rock et du hip-hop, ce qui catégorise leur musique comme rapcore, rap metal ou hardcore punk. Le groupe cite les influences de groupes comme Rage Against the Machine ou Public Enemy.

### Prises de position
Le groupe revendique un engagement à gauche voire à l'extrême gauche, manifestant en particulier des opinions opposées au capitalisme, à l'autoritarisme et aux inégalités. Les membres de Fever 333 sont activistes pour les causes anti-racistes et anti-fascistes.
L'imagerie du groupe rappelle ces engagements, notamment le logo qui est un hommage aux Black Panthers.

## Discographie

### Albums studio
- 2019 - Strength in Numb333rs (Roadrunner Records)
- 2020 - Wrong Generation (EP) (Roadrunner Records)
- 2024 - Darker White (Century Media Records)